# دانشکده شیمی دانشگاه تبریز
دانشکده شیمی دانشگاه تبریز، یکی از ۲۲ دانشکده این دانشگاه است که در سال ۱۳۶۹ تأسیس شده‌است.
برخی از مقاله‌های استادان این دانشکده در سال ۲۰۰۷ به عنوان «مقاله‌های برتر» در مجلات "ISI" ذکر شد. معرفی یکی از استادان این دانشکده به عنوان یکی از پژوهشگران برتر دنیا به انتخاب پایگاه استنادی علوم (scopus) و انتخاب یکی از استادان این دانشکده به عنوان استاد نمونه کشوری در ایران از دیگر دستاوردهای علمی این دانشکده است.
در حال حاضر ۵۱۸ نفر دانشجوی کارشناسی، ۱۰۷ نفر کارشناسی ارشد و ۴۲ نفر دانشجوی دکترا در این دانشکده مشغول به تحصیل می‌باشند و سالانه تقریباً ۱۳۰ نفر دانشجو در مقطع کارشناسی و ۵۶ نفر دانشجو در مقطع ارشد و دکتری وارد این دانشکده می‌شوند.

## تاریخچه
رشته تحصیلی شیمی از سال ۱۳۴۲ تأسیس شد و فعالیت آموزشی خود را در دانشکده علوم و تا سال ۱۳۶۹ به صورت گروه شیمی ادامه داد. تا اینکه در سال‌تحصیلی ۱۳۷۰ دانشکده شیمی از دانشکده علوم جدا شد و در ساختمان نو تأسیس خود مستقر گردید.

دانشکده شیمی در پی فعالیت‌های آموزشی و پژوهشی خود در فواصل سال‌های ۱۳۶۹ الی ۱۳۷۹، در سال ۱۳۷۹ به عنوان یکی از سه قطب علمی شیمی کشور با نام “ قطب علمی مواد جدید و شیمی پاک“ شناخته شد. تعداد اعضای هیئت علمی در حال حاضر ۳۳ نفر می‌باشد ک هاز این تعداد، ۱۰ نفر با درجه استادی، ۷ نفر با درجه دانشیاری، ۱۴ نفر با درجه استادیاری و ۲ نفر با درجه مربی مشغول به کار هستند.

## امکانات
دانشکده شیمی، دارای امکانات و تجهیزات آموزشی و پژوهشی شامل دستگاه‌های CHNS Analizer, HPLC, FT-IR, GF-AAS, JPC-AES, GC-Mass, NMR 400 MHz و ابزارهای الکتروشیمیایی پیشرفته و ۶۴ آزمایشگاه آموزشی و پژوهشی و شبکه داخلی با دسترسی به اینترنت می‌باشد.

از دیگر امکانات این دانشکده می‌توان به موارد زیر اشاره کرد:

### کتابخانه
کتابخانه دانشکده شیمی همزمان با تأسیس دانشکده شیمی در سال ۱۳۶۹ با مجموعه‌ای بالغ بر ۲۰۰۰ جلد کتاب و ۵۰ عنوان نشریه خارجی و داخلی در مساحتی ۹۵۰ متری در طبقه دوم دانشکده افتتاح گردید.

تعداد نشریات خارجی موجود در کتابخانه به ۱۵۰ عنوان می‌رسد که از این تعداد حدود ۱۰۰ عنوان به‌صورت کامل خریداری شده و نشریه Chemical Abstract که از نشریات مهم رشته‌های علوم پایه و داروسازی است از اولین شماره یعنی از سال ۱۹۰۷ تا ۲۰۰۸ در کتابخانه دانشکده موجود است.

با توسعه فناوری اطلاعات، کتابخانه اقدام به گردآوری منابع الکترونیکی بر روی سی‌دی و اینترنت نموده‌است که در این راستا تعداد ۱۵۰۰ عنوان کتاب از کتاب‌های مهم شیمی به صورت سی‌دی تهیه شده و تعداد ۵۰ عنوان از نشریه‌های مهم خارجی بر روی سی‌دی در کتابخانه موجود می‌باشند.

همچنین پایگاه‌های مهم اطلاعاتی از جمله ساینس دیرکت، ACS, RSC، … که منابع مهم علوم پایه و شیمی را دارا می‌باشند مورد استفاده قرار می‌گیرند.

### مرکز کامپیوتر
مرکز کامپیوتر دانشکده شیمی، با ۳۰ دستگاه رایانه پنتیوم IV جدید و با امکانات اتصال به شبکه دانشگاه و شبکه اینترنت روزانه به‌طور میانگین به ۳۰۰ نفر ارائه سرویس می‌نماید. همچنین پشتیبانی و سرویس نرم‌افزاری و سخت‌افزاری و شبکه سایر رایانه‌های موجود در دانشکده که نزدیک به ۱۰۰ دستگاه می‌باشد بر عهده این مرکز می‌باشد.

### آزمایشگاه
- آزمایشگاه پلیمر[۱۰]
- آزمایشگاه نفت و گاز

## رشته‌ها و گرایش‌ها
هم اکنون این دانشکده دارای گروه‌های شیمی آلی، شیمی تجزیه، شیمی فیزیک، شیمی کاربردی و شیمی معدنی و مهندسی شیمی (پترو شیمی) می‌باشد.

### گروه شیمی آلی
گروه شیمی آلی از سال۱۳۴۲ به عنوان زیر مجموعه گروه شیمی دانشکده علوم و پس از تأسیس دانشکده شیمی در سال ۱۳۶۹ فعالیت خود را به صورت گروه آغاز کرد.

زمینه‌های پژوهشی گروه شیمی آلی:
- شیمی پلیمر: سنتز مشتقات داروئی و آزادسازی کنترل شده داروها از پیش‌داروهای پلیمری، بسپارش‌های رادیکالی و پلیمرهای هادی، سنتز کربوهیدرات‌ها و سنتز دندریمرهای عامل دار و گلیکو پلیمر، پلیمرهای طبیعی و پلیمرهای محلول در آب.
- شیمی آلی فلری: سنتز ترکیبات و مشتقات ارگانوسیلیکون با گروه‌های حجیم و بررسی جنبه‌های مکانیسمی آن‌ها و کاتالیست‌های متالوسن.
- کاربردهای طیف‌سنجی: مطالعات پیکربندی‌ها با تکنیک‌های Mass, NMR,IR.
- سنتز ترکیبات آلی: سنتز ترکیبات درشت‌حلقه، سنتز و فتوشیمی ترکیبات هتروسیکل و ارائه روش‌های جدید سنتز آلی

### گروه شیمی تجزیه
این گروه در سال ۱۳۶۹ همزمان با تأسیس دانشکده شیمی تأسیس شده‌است. گروه علاوه بر مشارکت در تدوین دروس تخصصی نظری و عملی رشته‌های شیمی محض و کاربردی در مقطع کاربردی از آغاز تأسیس در مقاطع کارشناسی ارشد و دکترای شیمی تجزیه فعال بوده‌است همچنین تا سال ۱۳۸۸ خورشیدی بیش از ۱۰۰ نفر در مقطع کارشناسی ارشد شیمی تجزیه و ۱۵ نفر در مقطع دکترای شیمی تجزیه از آن دانش‌آموخته شده‌اند.

زمینه‌های پژوهشی گروه شیمی تجزیه:
- ابداع روش‌های جدید جداسازی تخلیص و تغلیظ به منظور اندازه‌گیری مقادیر بسیار کم ترکیبات آلی و معدنی
- ابداع و بهینه‌سازی روش‌های آنالیز آلاینده‌های محیط زیست
- الکترودهای اصلاح شده با ترکیبات آلی و معدنی و کاربرد آن‌ها
- ساخت فایبرهای جدید برای میکرو استخراج با فاز جامد و کاربرد تجزیه‌ای آن‌ها
- ابداع روش‌های جدید اندازه‌گیری آثار عناصر و مواد داروئی به روش‌های اسپکتروسکوپی اتمی و ملکولی
- توسعه روش‌های کمومتریکس در الکتروشیمی

### گروه شیمی فیزیک
این گروه در سال ۱۳۶۹ همزمان با تأسیس دانشکده شیمی تأسیس گردیده‌است.

زمینه‌های پژوهشی گروه شیمی فیزیک:
- مطالعه تجربی و نظری تعادل مایع – مایع سیستم‌های متشکل از پلیمر+ نمک+ آب که برای جداسازی مواد زیستی بکار می‌روند.
- مطالعه بر روی خواص فیزیکی-شیمیایی مایعات یونی که می‌توانند جایگزین حلال‌های آلی قرار شوند.
- اندازه‌گیری سرعت صوت، فعالیت حلال در سیستم‌های دوتائی و سه‌تائی بمنظور درک برهم‌کنش‌های موجود در سیستم‌های دوتائی و سه تائی
- آبکاری الکتریکی با برق و بدون برق، روش‌های محافظت از خوردگی و الکتروشیمی صنعتی
- دگراداسیون حرارتی – شیمیایی و مکانیکی پلیمرهای مختلف (پی‌وی‌سی، پلی وینیل پیرولیدون و…)
- بررسی سینتیک و مکانیزم کوپلیمزاسیون پیوندی منومرهای وینیلی مثل اسیداکریلیک، اکریل آمید، اکریلو نیتریل و…
- تکنیک کاتالیز انتقال فاز در بررسی سینتیک واکنش کتون‌های غیر اشباع توسط هیدروژن پراکسید

### گروه شیمی معدنی
این گروه در سال ۱۳۶۹ همزمان با تأسیس دانشکده شیمی تأسیس گردید.

زمینه‌های پژوهشی گروه شیمی معدنی:
- شیمی کئوردیناسیون شیف بازها با عناصر واسطه (سنتز و بررسی آنها)
- واکنش‌های حالت جامد (سنتز و بررسی مواد ابر رسانا، شیشه و سرامیک)
- پلیمرهای معدنی
- تهیه کاتالیستها: سنتز زئولیت‌ها
- شیمی کالیکس آرنها، و کاربرد رایانه در شیمی

### گروه شیمی کاربردی
این گروه در سال ۱۳۶۹ همزمان با تأسیس دانشکده شیمی تأسیس گردید

زمینه‌های پژوهشی گروه شیمی کاربردی:
- تصفیه آب و فاضلاب، فرایندهای اکسایش پیشرفته، استفاده از نانوفناوری در تصفیه آب، انعقاد الکتریکی، جذب سطحی، تصفیه بیولوژیکی
- انتقال جرم، مدلسازی و شبیه‌سازی فرایندهای شیمیایی
- شیمی نفت، پلیمرها و رزین‌های نفتی، سولفورزدائی، تهیه اولفین از کراکینگ حرارتی، مطالعه تشکیل کک در تولید اولفین
- استفاده از بلورهای کوارتز به عنوان حسگر، کاربرد بسپارهای رسانای الکتریسیته و صنعت رزین‌های پوششی
- نانوکمپوزیت‌ها، حسگرها، غشاها
- تصفیه گاز (جذب CO۲ توسط چند جزیی قلیایی)